# Trần Đức Cường
Trần Đức Cường (sinh 20 tháng 5 năm 1985) là cựu cầu thủ bóng đá Việt Nam thi đấu ở vị trí thủ môn. Anh đang làm trợ lý huấn luyện viên của đội tuyển U-20 Việt Nam.
Đức Cường có ngoại hình chuẩn của một thủ môn quốc tế cho nên điểm mạnh của anh là khả năng bắt bóng bổng cũng như đổ người cản phá.
Hiện tại Đức Cường đang giữ kỷ lục là cầu thủ có số mùa thi đấu nhiều nhất tại V-League, cũng như kỷ lục về số mùa thi đấu liên tiếp ở hạng đấu cao nhất Việt Nam (19 mùa giải, từ mùa 2004 đến 2022).
Anh còn được biết đến là người bạn thân và thường xuyên ở cùng phòng với tiền đạo Lê Công Vinh mỗi khi 2 người có dịp được lên tuyển cùng nhau.